# Tabanus fuscicostatus
Tabanus fuscicostatus är en tvåvingeart som beskrevs av James Stewart Hine 1906. Tabanus fuscicostatus ingår i släktet Tabanus och familjen bromsar. Inga underarter finns listade i Catalogue of Life.